# Alexandre Bóveda
Alexandre Bóveda Iglesias (Orense, 4 de junio de 1903 - Caeira, Poyo, 17 de agosto de 1936) fue un político español nacionalista gallego asesinado por los sublevados al comienzo de la guerra civil española. Fue uno de los intelectuales más relevantes de la época en Galicia siendo el motor del Partido Galeguista, según palabras del propio Castelao.

## Biografía
Desde muy niño se dedicó al estudio del francés y de la contabilidad. Estudió peritaje mercantil en La Coruña por libre al mismo tiempo que impartía clases a los más jóvenes en un colegio de Orense. Asiduo lector de la Revista Nós pronto empezó a escribir en La Zarpa de Basilio Álvarez. Es en las páginas de este periódico donde se da a conocer al mundo como un gran comunicador.
Luego participa en unas oposiciones en Madrid a una de las diez plazas de jefe de Hacienda del estado consiguiendo el número uno. Debido a esto Calvo Sotelo le ofrece un puesto en su Comité de Intervención de Cambios pero Bóveda rechaza la oferta y regresa a Galicia para trabajar en la Delegación de Hacienda de Orense. Tras aprobar otras oposiciones marcha a Pontevedra a ocupar el puesto de Jefe de Contabilidad con tan solo 23 años. Pronto toma contacto con la tertulia que presiden Castelao y Losada Diéguez en el Café Méndez Núñez y se verá implicado en las actividades de los dos galleguistas. Ambos lo introducen en la política y en otros campos como la Coral Polifónica donde conoce a Amalia Álvarez Gallego, con la que casará en 1930 en el Monasterio de San Juan de Poyo y con la que tendría cinco hijos.
En 1932 participa en la asamblea pro estatuto que se celebró en Santiago de Compostela resultando elegido miembro de la comisión redactora. Tendrá un papel muy activo en la redacción del estatuto y en la asamblea de municipios que se crea para debatir el mismo. 
En 1933 es elegido miembro central del comité de la Autonomía presidida por Bibiano Fernández-Osorio Tafall, mientras que Enrique Rajoy, amigo íntimo de Bóveda, era el secretario de dicho comité. El 20 de octubre de 1934 se publica una orden ministerial imponiéndole el destino administrativo forzoso en la Delegación de Hacienda de Cádiz, regresando en 1935 a Galicia al obtener una plaza en la delegación de hacienda de Vigo.

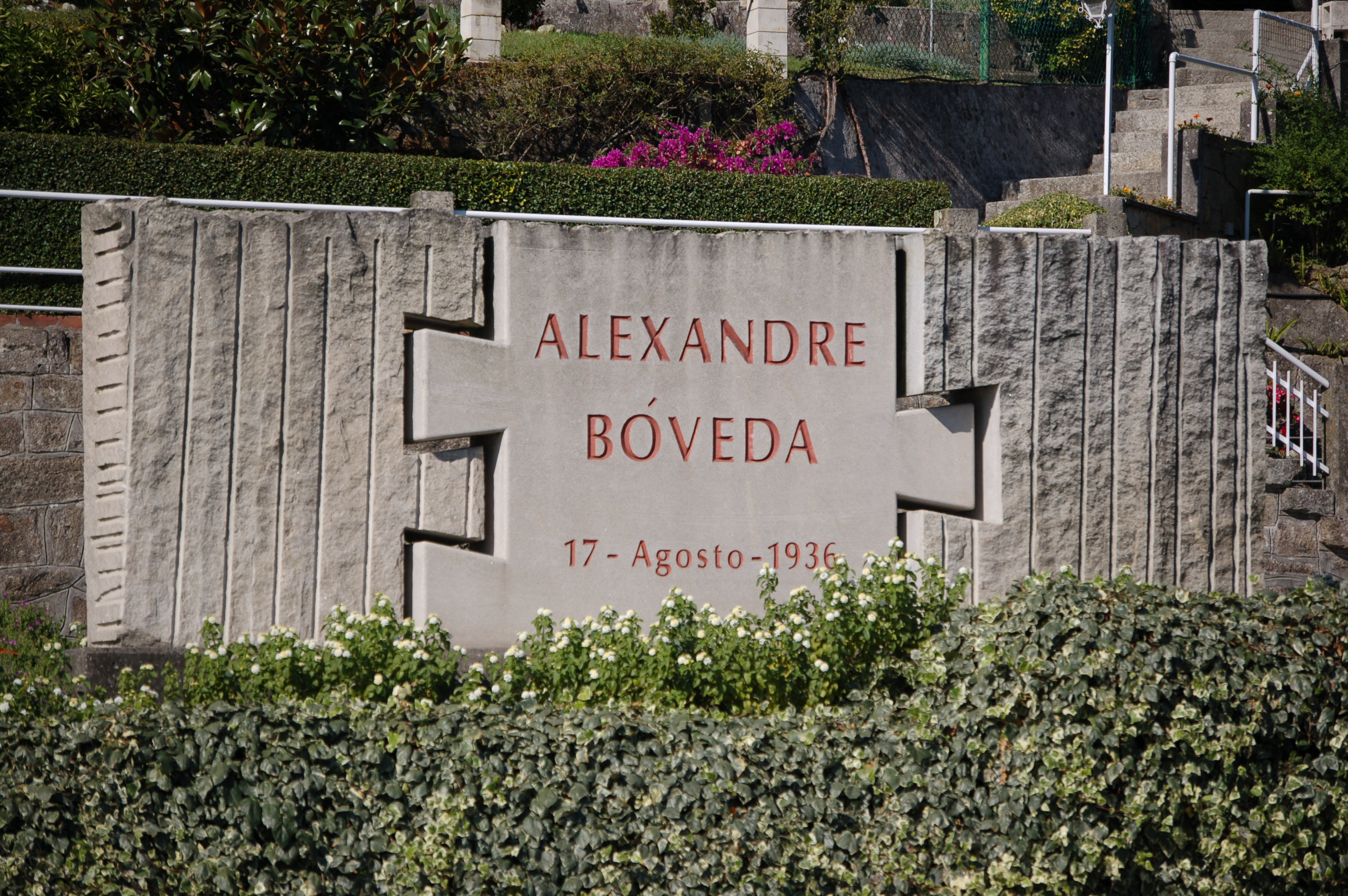
Monumento a Alexandre Bóveda en A Caeira.

En 1936 participa en la campaña electoral a la que acude como candidato del Frente Popular por la provincia de Orense mientras toma posesión de un cargo en la delegación de hacienda de Pontevedra.
El 20 de julio de 1936, es detenido tras el triunfo de la sublevación en Pontevedra y es encarcelado. En agosto es juzgado, junto con el diputado socialista Amando Guiance, por un delito de "traición" y condenado a muerte el 13 de agosto. La sentencia fue ejecutada el 17 de agosto en el monte de A Caeira, en Poyo, junto a Pontevedra.
En dicho juicio, manifestó su deseo de ser enterrado bajo la bandera gallega con estas palabras:

Mi patria natural es Galicia. La amo fervorosamente, jamás la traicionaría, aunque me concediesen siglos de vida. La adoro más allá de mi propia muerte. Si entiende el tribunal que por este amor entrañable debe serme aplicada la pena de muerte, la recibiré como un sacrificio más por ella. Hice cuanto pude por Galicia y haría más si pudiera. Si no puedo hasta me gustaría morir por mi patria. Bajo su bandera deseo ser enterrado, si el tribunal juzga que debo serlo.

Xosé Sesto, tras la muerte de Bóveda, se apresuró a colocar la bandera gallega bajo su chaqueta.

## Homenajes
El asesinato de Alexandre Bóveda fue incorporado a la Querella argentina contra los crímenes del franquismo. La Diputación de Pontevedra apoyó y promueve la reparación del dirigente del Partido Galeguista y también la de su presidente en 1931 Amancio Caamaño y del responsable del Comité provincial del Frente Popular, Ramiro Paz.El 10 de diciembre de 2024, el gobierno de España declaró de forma oficial la sentencia de Bóveda, en un acto con otros represaliados, como "ilegal y nula".